# Diplopterys virgultosa
Diplopterys virgultosa är en tvåhjärtbladig växtart som först beskrevs av Adrien Henri Laurent de Jussieu, och fick sitt nu gällande namn av W.R.Anderson och C.Davis. Diplopterys virgultosa ingår i släktet Diplopterys och familjen Malpighiaceae. Inga underarter finns listade i Catalogue of Life.